# Campeonato Mundial de Baloncesto Femenino Sub-17 de 2020
El VI Campeonato Mundial de Baloncesto Femenino Sub-17 tenía previsto celebrarse en Cluj-Napoca, Rumanía en 2020. Se preveía que participaran 16 países distintos.
Originalmente, estaba planeado que se celebrara entre el 15 y el 23 de agosto de 2020, pero el 12 de junio la FIBA anunció que el torneo se posponía debido a la pandemia de COVID-19.   Se exploraron alternativas para celebrar el torneo en 2021, pero finalmente, se canceló.

## Clasificados
| Competición                                              | Fecha                           | Sede         | Plazas | Clasificados                            |
| -------------------------------------------------------- | ------------------------------- | ------------ | ------ | --------------------------------------- |
| País anfitrión                                           |                                 | Abiyán       | 1      | Rumania                                 |
| Campeonato FIBA Américas Femenino Sub-16 de 2019         | 16-22 de junio de 2019          | Puerto Aysén | 4      | Estados Unidos Canadá Chile Puerto Rico |
| Campeonato FIBA África Femenino Sub-16 de 2019           | 20 de julio-3 de agosto de 2019 | Kigali       | 2      | Malí Egipto                             |
| Campeonato FIBA Europa Femenino Sub-16 de 2019           | 22-30 de agosto de 2022         | Skopie       | 5      | Rusia Lituania España Francia Italia    |
| Campeonato FIBA Asia Femenino Sub-16 de 2019 (cancelado) | 5-10 de abril de 2020           | Canberra     | 4      | Australia Chile Japón Corea del Sur     |
| TOTAL                                                    |                                 |              | 16     |                                         |

## Fase de grupos

### Grupo A
|   | Equipo        | Pts | PG | PP | PF | PC | Dif |
| - | ------------- | --- | -- | -- | -- | -- | --- |
| 1 | Italia        | 0   | 0  | 0  | 0  | 0  | 0   |
| 2 | Canadá        | 0   | 0  | 0  | 0  | 0  | 0   |
| 3 | Corea del Sur | 0   | 0  | 0  | 0  | 0  | 0   |
| 4 | Egipto        | 0   | 0  | 0  | 0  | 0  | 0   |

### Grupo B
|   | Equipo         | Pts | PG | PP | PF | PC | Dif |
| - | -------------- | --- | -- | -- | -- | -- | --- |
| 1 | Malí           | 0   | 0  | 0  | 0  | 0  | 0   |
| 2 | Estados Unidos | 0   | 0  | 0  | 0  | 0  | 0   |
| 3 | Australia      | 0   | 0  | 0  | 0  | 0  | 0   |
| 4 | España         | 0   | 0  | 0  | 0  | 0  | 0   |

### Grupo C
|   | Equipo   | Pts | PG | PP | PF | PC | Dif |
| - | -------- | --- | -- | -- | -- | -- | --- |
| 1 | Lituania | 0   | 0  | 0  | 0  | 0  | 0   |
| 2 | Rusia    | 0   | 0  | 0  | 0  | 0  | 0   |
| 3 | Japón    | 0   | 0  | 0  | 0  | 0  | 0   |
| 4 | Chile    | 0   | 0  | 0  | 0  | 0  | 0   |

### Grupo D
|   | Equipo      | Pts | PG | PP | PF | PC | Dif |
| - | ----------- | --- | -- | -- | -- | -- | --- |
| 1 | Rumania     | 0   | 0  | 0  | 0  | 0  | 0   |
| 2 | Francia     | 0   | 0  | 0  | 0  | 0  | 0   |
| 3 | Chile       | 0   | 0  | 0  | 0  | 0  | 0   |
| 4 | Puerto Rico | 0   | 0  | 0  | 0  | 0  | 0   |

## Clasificación final
| Pos.              | Equipo | Balance |
| ----------------- | ------ | ------- |
| Medalla de oro    |        | -       |
| Medalla de plata  |        | -       |
| Medalla de bronce |        | -       |
| 4º                |        | -       |
| 5º                |        | -       |
| 6º                |        | -       |
| 7º                |        | -       |
| 8º                |        | -       |
| 9º                |        | -       |
| 10º               |        | -       |
| 11º               |        | -       |
| 12º               |        | -       |
| 13º               |        | -       |
| 14º               |        | -       |
| 15º               |        | -       |
| 16º               |        | -       |